# Fra Diavolo (cheval)
Pour les articles homonymes, voir Fra Diavolo (homonymie) et Diavolo (homonymie).
Fra Diavolo (1938 - 28 octobre 1959), par Black Devil et Frayeur par Blandford, est un étalon Pur-sang, très influent sur les lignées actuelles de chevaux de sport, en particulier pour le saut d'obstacles.

## Histoire
Élevé par Pierre Champion au manoir de Chemoitou, Fra Diavolo est monté en course de ses 3 ans jusqu'à ses 6 ans. Il termine 3e sur 2 600 mètres à Rueil-Malmaison l'année de ses 3 ans, et remporte une course sur 3 000 mètres à Auteuil. L'année suivante, il remporte un steeple-chase sur 3 500 mètres par 5 longueurs, et finit 11 fois placé. Ses performances intéressent les Haras nationaux français, qui regrettent que les souches normandes soient composées en grande majorité de chevaux alezans. En 1945, le haras national de Saint-Lô fait l'acquisition de Fra Diavolo pour la somme, considérable à l'époque, de 650 000 anciens francs. L'étalon est stationné dans ce haras à partir de 1945, jusqu'à sa mort en 1959.

## Description
Cet étalon Pur-sang de robe baie ou bai-brun toise 1,61 m. Il ne porte qu'une infime trace de blanc sur les genoux des antérieurs.

## Descendants
Son influence provient en grande majorité de ses fils Anglo-normands Herquemoulin (1951) et Nankin (1957). Nankin, en particulier, est l'un des étalons fondateurs du Selle français.